# Alisa Marić
Alisa Marić (serbisch-kyrillisch Алиса Марић; * 10. Januar 1970 in New York) ist eine amerikanisch-serbische Schachspielerin und Politikerin.

## Leben

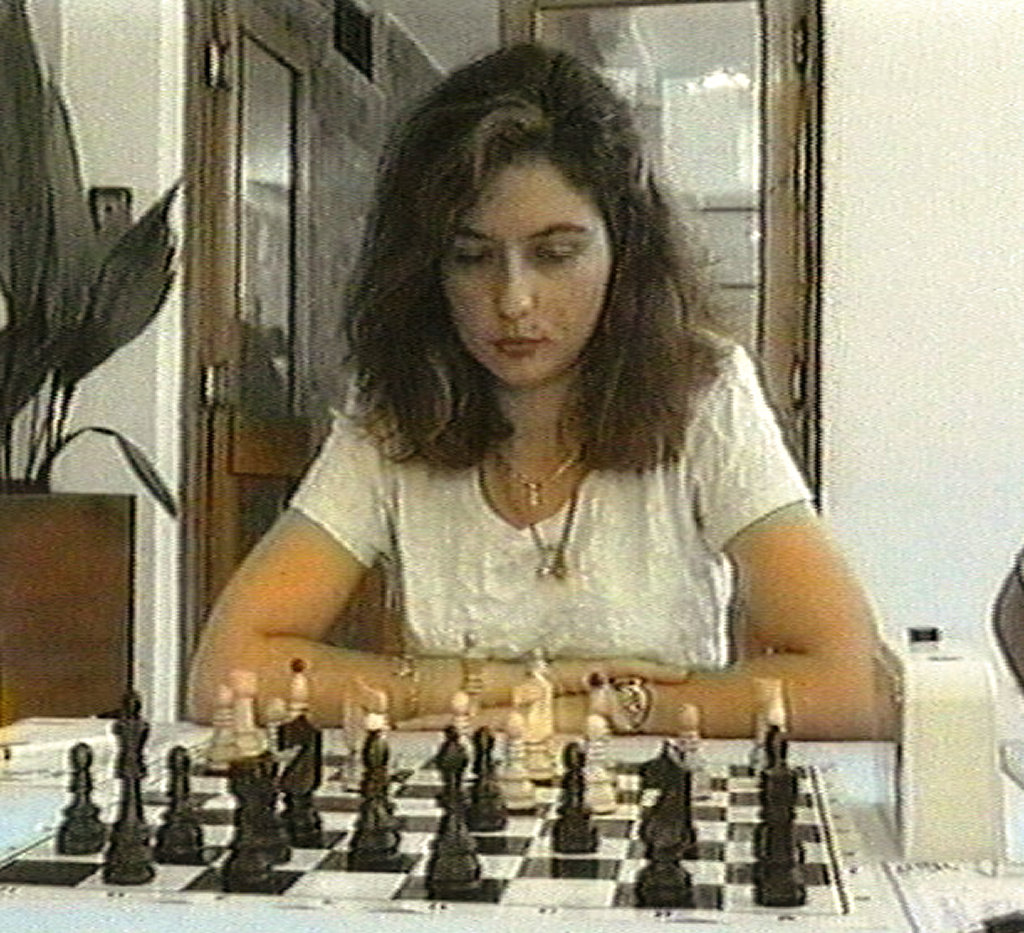
Alisa Marić 1997 in Bečići

Marić wuchs in einer serbischen Mathematikerfamilie auf. Ihr Vater Nebojša arbeitete in New York bei der UNO und ist Universitätsprofessor, ihre Mutter war Lehrerin an einer Mittelschule. In ihrer Jugend erlernte sie gemeinsam mit ihrer Zwillingsschwester Mirjana das Schachspiel. Bereits in jungen Jahren wurde Alisa eine der erfolgreichsten Schachspielerinnen in der Geschichte des serbischen Schachs. Als 12-Jährige gewann sie die Frauenmeisterschaft Belgrads und erhielt dafür den weiblichen Meistertitel verliehen. Damit war sie die jüngste Meisterin des serbischen Schachsports. 1985 belegte sie hinter Ketewan Arachamia den zweiten Platz bei der Juniorinnenweltmeisterschaft in Dobrna.

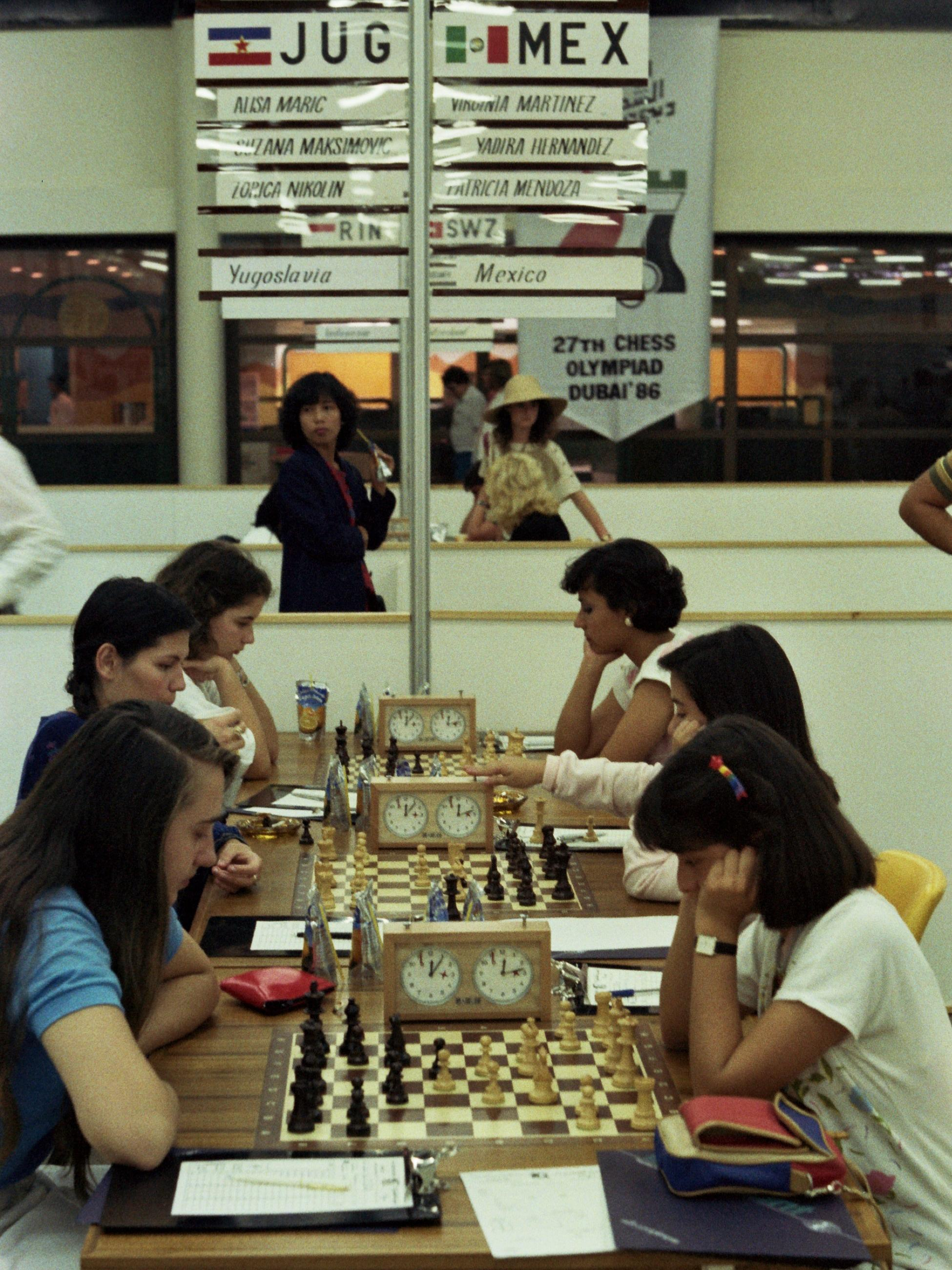
Alisa Marić, Suzana Maksimović, Zorica Nikolin, Virginia Martinez, Yadira Hernandez, Patricia Mendoza, Schacholympiade 1986 in Dubai

Als 16-Jährige gewann sie die Frauenmeisterschaft von Jugoslawien und spielte bei der Schacholympiade 1986 in Dubai erstmals für die Nationalmannschaft der Frauen.

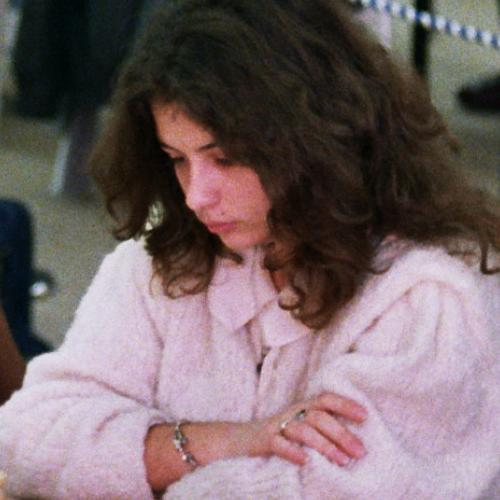
Alisa Marić bei der Schacholympiade 1988

Mit 18 Jahren war sie bereits Großmeisterin der Frauen (WGM) und errang mit ihrer Mannschaft die Bronzemedaille bei der Schacholympiade der Frauen in Thessaloniki.
Ihre Schwester, eine Mathematikerin, wurde 1985 Kadettinnenweltmeisterin (U16 weiblich) und später ebenfalls Großmeisterin der Frauen. Die Schwestern Marić sind die einzigen Zwillinge in der Schachgeschichte, die WGM-Titel errangen. Alisa Marić trägt auch den Titel eines Internationalen Meisters.
Ihr größter Erfolg, und auch der des serbischen Frauen-Schachsports überhaupt, gelang ihr beim Kandidatinnenturnier 1990 in Bordschomi, Georgien, als sie gemeinsam mit der Chinesin Xie Jun Platz eins teilte (4,5 aus 7), wobei ihr ein Ergebnis von 3,5:0,5 gegen die teilnehmenden vier sowjetischen Spielerinnen gelang. Die beiden Erstplatzierten spielten 1991 in Belgrad und Peking einen Stichkampf. Marić unterlag Xie Jun nach einem dramatischen Kampf mit 2,5:4,5 (+1 =3 −3) und nahm nach dem Wettkampf den dritten Rang in der Weltrangliste der Frauen ein. Xie Jun besiegte letztlich im gleichen Jahr die seit 1978 amtierende Weltmeisterin Maja Tschiburdanidse und beendete damit die 41-jährige Ära von Spielerinnen aus der (Ex-)Sowjetunion auf dem Thron der Weltmeisterin. Marić wiederum nahm später noch mehrmals Anlauf, die weibliche Schachkrone zu erobern. Bei der Frauenweltmeisterschaft 2000 in Neu-Delhi gelangte sie bis ins Halbfinale, wo sie mit 0,5:1,5 an Qin Kanying scheiterte. Ein Jahr später in Moskau verlor sie in der dritten Runde gegen die spätere Weltmeisterin Zhu Chen mit 1:3.
Im Jahr 2001 reichte sie ihre Magisterarbeit an der Wirtschaftsuniversität in Belgrad ein. Seit 2003 arbeitete sie als Assistentin an der privaten Management-Universität „Braća Karić“ in Belgrad im Fach „Grundlagen des Marketing“, wo sie ihre Doktorarbeit über den Einfluss des Internets auf das Sportmarketing schrieb. 2008 erhielt sie eine Assistenzprofessur an der Universität Megatrend. Sie ist Mitglied des Olympischen Komitees Serbiens. Im serbischen Privatsender „TV Politika“ leitet sie außerdem eine Sendung namens „Alisa im Schachland“.
Alisa Marić wird bei der FIDE als inaktiv geführt, da sie seit der europäischen Mannschaftsmeisterschaft der Frauen 2009 in Novi Sad keine Elo-gewertete Partie mehr gespielt hat.
Von Juli 2012 bis 2. September 2013 gehörte die parteilose Alisa Marić als Ministerin für Jugend und Sport der serbischen Regierung unter Ministerpräsident Ivica Dačić an.

## Nationalmannschaft
Alisa Marić nahm zwischen 1986 und 2008 an zehn Schacholympiaden der Frauen teil, zunächst für Jugoslawien, 2004 und 2006 für Serbien und Montenegro und 2008 für Serbien. Außer bei ihrer ersten Teilnahme spielte sie immer am ersten Brett. Sie gewann zwei Bronzemedaillen, 1988 mit der Mannschaft, 1998 in der Einzelwertung am ersten Brett. Zwischen 1999 und 2009 nahm sie an fünf Mannschaftseuropameisterschaften der Frauen teil und erreichte als bestes Ergebnis 1999 den zweiten Platz mit der jugoslawischen Mannschaft.

## Vereine
Marić nahm zehnmal am European Club Cup der Frauen teil, 1996, 2000 und 2001 mit Agrouniverzal Zemun, mit dem sie den Wettbewerb jeweils gewann, 2002 mit RAD Belgrad, 2004 bis 2006 mit dem ŠK Internet-CG Podgorica und 2007 bis 2009 mit dem ŠK T-Com Podgorica. Die Schweizer Bundesliga gewann sie 1999 mit dem SV Birsfelden/Beider Basel.

## Partiebeispiel
|   | a | b | c | d | e | f | g | h |   |
| 8 |   |   |   |   |   |   |   |   | 8 |
| 7 |   |   |   |   |   |   |   |   | 7 |
| 6 |   |   |   |   |   |   |   |   | 6 |
| 5 |   |   |   |   |   |   |   |   | 5 |
| 4 |   |   |   |   |   |   |   |   | 4 |
| 3 |   |   |   |   |   |   |   |   | 3 |
| 2 |   |   |   |   |   |   |   |   | 2 |
| 1 |   |   |   |   |   |   |   |   | 1 |
|   | a | b | c | d | e | f | g | h |   |

In der folgenden Partie gewann Marić mit den schwarzen Steinen beim Open in Lugano 1988 gegen den späteren indischen Weltmeister Viswanathan Anand.
Anand – Marić 0:1
Lugano, März 1988
Sizilianische Verteidigung, B47
1. e4 c5 2. Sf3 Sc6 3. d4 cxd4 4. Sxd4 Dc7 5. Sc3 e6 6. f4 a6 7. Sxc6 bxc6 8. Ld3 d5 9. 0–0 Sf6 10. e5 Sd7 11. b3 Sc5 12. Kh1 Le7 13. Dh5 g6 14. Dh6 Lf8 15. Dh3 a5 16. Le3 La6 17. Tfd1 Le7 18. Dh6 Lf8 19. Dh4 Le7 20. Df2 Sd7 21. De2 Dc8 22. Sa4 c5 23. Ld2 Lxd3 24. cxd3 0–0 25. Tac1 Da6 26. Le3 Tac8 27. Td2 Db5 28. Tdc2 Tc6 29. Lf2 Tfc8 30. De3 c4 31. Sc3 Da6 32. bxc4 dxc4 33. d4 Sb6 34. Df3 T6c7 35. Dh3 Td7 36. Lh4 Lxh4 37. Dxh4 Txd4 38. Te2 Sd5 39. Se4 c3 40. Tee1 Dd3 41. Txc3 Txc3 42. Dd8+ Kg7 43. Sf6 Sxf6 44. exf6+ Kh6 45. Df8+ Kh5 46. Dxf7 Txf4 47. Te5+ Tf5 48. Dxh7+ Kg5 49. h4+ Kxf6 0:1